# Garypidae

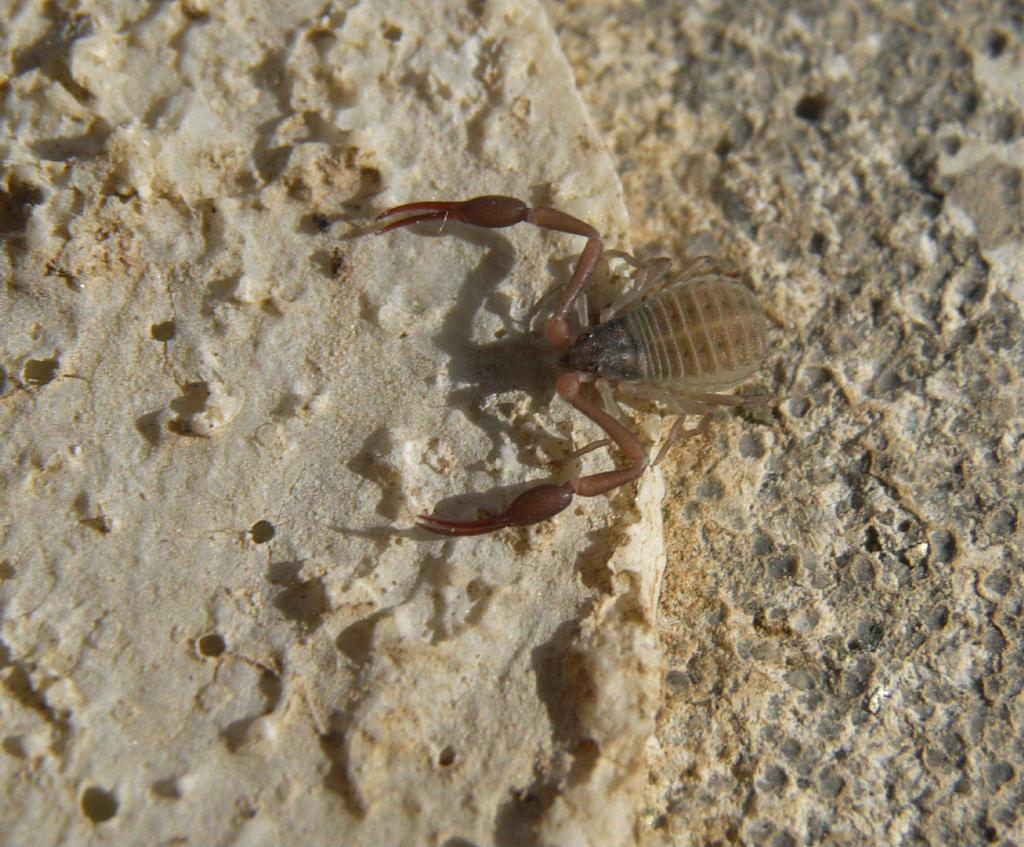
Anchigarypus japonicus

Garypidae (лат.) — семейство псевдоскорпионов из подотряда Iocheirata.
Более 70 видов во всех регионах мира.

## Описание
Представители этой группы определяется отсутствием спирали внутри дыхалец, имеют диплотарсатные ноги (то есть с двухчлениковыми лапками). Край подвижного хелицерального пальца обычно гладкий, но на дистальном конце присутствует одиночная субапикальная лопасть. Пластинки внутренней части серрулы сливаются в перепончатый парус на проксимальном конце. Ламинальная щетинка имеется на неподвижном пальце хелицер. Субтерминальные щетинки педальных лапок простые и острые. Панцирь может быть прямоугольным или более или менее треугольным, если смотреть сверху. Хелицеры вдвое короче панциря. Оба пальца хелицер педипальп обычно снабжены функциональным ядовитым аппаратом. Обычно присутствуют четыре глаза.
Гарипиды встречаются в самых разных регионах мира. Garypus ограничен прибрежными местообитаниями многих районов. Synsphyronus встречается в Австралии, Новой Зеландии и Новой Каледонии. Anagarypus встречается в литоральных или прибрежных местообитаниях в Австралии и на островах в Индийском океане. Paragarypus встречается на Мадагаскаре. Ряд родов встречается в Африке, обычно в ксерических местообитаниях.

## Классификация
Включает более 70 видов и 10 родов. Семейство было впервые выделено в 1879 году. Состав таксона Garypidae радикально изменился с тех пор, как он был впервые установлен. Чемберлин (1930) включил ряд новых родов, и многие были добавлены более поздними авторами. Харви (1986) отнес Geogarypus и его родственников к Geogarypidae, а Larca и Archelolarca перенесли к Larcidae, оставив здесь компактную группу родов.
- Ammogarypus Beier, 1962
- Anagarypus Chamberlin, 1930[5][8]
- Anchigarypus Harvey, 2020[9]
- Elattogarypus Beier, 1964
- Eremogarypus Beier, 1955
- Garypus L. Koch, 1873
- Meiogarypus Beier, 1955
- Neogarypus Vachon, 1937
- Paragarypus Vachon, 1937
- Synsphyronus Chamberlin, 1930[10]
- Thaumastogarypus Beier, 1947